# NAS Award in Early Earth and Life Sciences
Der NAS Award in Early Earth and Life Sciences ist eine seit 2010 von der National Academy of Sciences vergebene Auszeichnung.
Bis 2007 wurde sie alle fünf Jahre nur als Charles Doolittle Walcott Medal für besondere Forschungsleistungen in der Paläontologie des Kambriums und Präkambriums vergeben – benannt nach Charles Doolittle Walcott. Seit 2010 wird der Preis unter seinem neuen Namen alle drei Jahre abwechselnd gemeinsam mit der Charles Doolittle Walcott Medal oder der Stanley Miller Medal vergeben. Letztere wird für besondere Forschungsleistungen auf einem der folgenden Gebiete verliehen: frühe Entwicklung der Erde als Planet, einschließlich chemische Evolution, frühe biologische Evolution, Akkretion, Differenzierung und Tektonik der Planeten und die frühe Entwicklung von Ozeanen und Atmosphäre.
Der NAS Award in Early Earth and Life Sciences ist mit 10.000 US-Dollar dotiert (Stand 2025).

## Preisträger
- 1934 David White
- 1939 Anton H. Westergård für Forschungen zur Stratigraphie und Paläontologie des Kambriums in Schweden
- 1947 Alexander G. Wologdin für Untersuchungen über kambrische und präkambrische Algen und die Archaeocyatha
- 1953 Franco Rasetti für seine Beiträge zur kambrischen Paläontologie
- 1957 Pierre Hupé für sein Werk Contribution a l’etude du Cambrien inferieur et du Precambrien III de l’Antiatlas marocain.
- 1962 Armin Alexander Öpik für Beiträge zur kambrischen Geologie und Paläontologie
- 1967 Allison R. Palmer für Untersuchungen kambrischer und präkambrischer Lebensformen
- 1972 Elso S. Barghoorn für seine Beiträge zur präkambrischen Paläobiologie
- 1977 Preston Cloud für seine Forschungen zur präkambrischen Paläontologie und der frühen Geschichte des Lebens
- 1982 Martin F. Glaessner für seine biologische und paläoökologische Analyse der ersten Metazoen
- 1987 Andrew Knoll und Simon Conway Morris für ihre Untersuchungen zur Evolution der Pflanzen speziell beim Übergang zum Phanerozoikum
- 1992 Stefan Bengtson für seine führende Rolle in der Aufklärung rätselhafter Fauna in der Kambrischen Explosion
- 1997 Michail A. Fedonkin für seine Dokumentation sowohl von Fossilien als auch von Spuren die die früheste Evolution der Tiere belegen
- 2002 Hans J. Hofmann für seine Entdeckung von Fossilien, die die frühe Entwicklung des Lebens beleuchteten wie Stromatolithen des Archaikum, Cyanobakterien oder den Beginn mehrzelliger Organismen
- 2007 John P. Grotzinger für Untersuchung fossiler Stromatolithen in Kalkgesteinen und genaue Feldstudien über den Zeitverlauf der frühen Evolution
- 2010 Gerald F. Joyce (Stanley Miller Medal) for his pioneering experiments on the self-sustained replication and evolution of RNA enzymes (ribozymes), which illuminate key conceptual steps in the origin of life.
- 2013 J. William Schopf (Charles Doolittle Walcott Medal) for his pioneering studies of Precambrian microfossils and for his generous and inspirational leadership of the Precambrian Paleobiology Research Groups.
- 2016 James F. Kasting (Stanley Miller Medal) for his outstanding modelling studies of planetary atmospheres and habitability that constrain the environmental context for the origin of life.
- 2019 Norman R. Pace (Stanley Miller Medal) for his seminal contributions to the discovery of catalytic RNAs and his pioneering work on methods for delineating the diversity of life on Earth.
- 2022 Mary L. Droser (Charles Doolittle Walcott Medal) for her pioneering discoveries and insights that changed our understanding of early animals, their communities, and their environments, for her innovative and rigorous field methods, and for her exemplary leadership as a colleague, mentor, and public voice for science.
- 2025 John D. Sutherland (Stanley Miller Medal) for advancing understanding of the chemical origins of microbiology.